# Шелия, Владимир Николаевич
Владимир Николаевич Шелия (род. 20 ноября 1953, Гагра) — советский футболист, универсал. Советский и грузинский футбольный судья.

## Биография
Мать — русская.
Воспитанник ФШМ г. Гагры. Выступал за юниорскую сборную Грузинской ССР. 1969 год провёл в дубле «Динамо» Тбилиси.
После окончания школы в 1970—1971 годах играл в «Динамо» Сухуми. Бронзовый призёр юниорского турнира УЕФА 1971 года в Чехословакии. После чемпионата приглашался в московское «Динамо» Константином Бесковым, но отказался, о чём впоследствии жалел.
В 1972—1981 годах играл в первой лиге за «Торпедо» Кутаиси, провёл 331 матч, забил 36 голов. 1982 год команда начала в высшей лиге, но Шелия провёл сезон в команде второй лиги «Мешахте» Ткибули. В 1983 году был в составе «Торпедо», но не проведя ни одного матча, завершил карьеру.
С 1987 года стал судить матчи первенства СССР. Судья республиканской категории.
В 1994—1995 годах был тренером кутаисского «Торпедо». В ходе грузино-абхазского конфликта у Шелии были убиты мать и сестра, и он переехал в Москву.
В 1996—1999 годах работал футбольным судьёй, не имея российского гражданства. В 2005 году — тренер команды ЛФЛ «Орленок».